# Aqeela Asifi
Aqeela Asifi là một nữ giáo viên người Afghanistan, người đã có công giáo dục hàng ngàn trẻ em tị nạn tại Mianwali, Pakistan.
Asifi học chuyên ngành Sư phạm Sử-Địa tại Afghanistan.
Bà buộc phải rời bỏ quê hương khi Taliban nắm quyền kiểm soát vào năm 1992. Khi bà đến trại Kot Chandna ở Mianwali, ở đó không có trường học cho trẻ em tị nạn. Aqeela đã lập nên trường học từ một túp lều mượn tạm. Đến năm 2017, 9 ngôi trường đã được thành lập ở trại với hơn 1,500 học sinh. Một vài trường còn có nữ sinh Afghanistan theo học.
Năm 2015, Asifi được trao tặng Giải thưởng Nansen Refugee Award vì những nỗ lực không mệt mỏi trong việc tạo điều kiện cho trẻ em Afghanistan được học hành. Bà đã dùng gần như toàn bộ số tiền thưởng $100,000 để xây dựng thêm một ngôi trường mới. Giải thưởng Nansen Refugee Award được trao tặng cho những cá nhân, tập thể có đóng góp lớn trong việc hỗ trợ người tị nạn.